# Prezid (Čabar)
 Prezid  falu Horvátországban, a Tengermellék-Hegyvidék megyében. Közigazgatásilag Čabarhoz tartozik.

## Fekvése
Fiumétól 36 km-re északkeletre, községközpontjától 8 km-re északnyugatra, a horvát Hegyvidék északnyugati részén a szlovén határ mellett fekszik egy magas, erdővel borított  hegyek által körülvett tágas medencében. A község legnagyobb települése. A településtől délnyugatra Szlovénia területén magasodik az 1796 méter magas Snežnik. Prezid környéke Čabar község egész területéhez hasonlóan karsztvidék. A prezidi medencét egykori bővizű vízfolyások vájták ki. Mára a porózus karsztos területen néhány eltűnő és újra felbukkanó kis patak maradt. Ilyen a Trbuhovica barlangból előbukkanó, mára kiszáradó Trbuhovica patak is, mely egykor négy malmot hajtott. Az 1972-től meginduló kutatások során ljubljanai barlangászok Prezid körül nyolc barlangot tártak fel, melyek közül a legmélyebb a 155 méter mély Berišček.

## Története
Prezid egyike a Hegyvidék legrégebben lakott településeinek. Ezt igazolják a településről északra a Vražji vrtecnek nevezett helyen feltárt falmaradványok, melyek az egykori római határvédelmi rendszerhez, a limeshez tartoztak. A védelmi vonal (Claustra Alpium Iuliarum), Trsattól Preziden át a szlovéniai Nanos-fennsíkig húzódott és valószínűleg az illírek elleni védelmet szolgálta. Ugyanitt 1980-ban szlovén régészek az  i. e. 800 és 500 közötti időszakból származó cseréptöredékeket találtak. Előkerült egy az i. e. 400-ból származó viszonylag kisméretű lópatkó is. .
Valószínű, hogy Prezid területe már a 15. században is lakott volt, mert a szomszédos Babno Polje létezéséről már 1403-ból van adatunk. Babno Poljét  1528-ban égette fel a török.
A vidék újbóli betelepítése Zrínyiek és a Frangepánok nevéhez fűződik, ami különösen akkor gyorsult fel, miután 1649 a Hegyvidék és Vinodol egésze Zrínyi Péter birtoka lett. A Wesselényi-összeesküvés lelepleződése után 1671-ben Zrínyi Pétert és Frangepán Ferencet kivégezték, birtokaikat pedig elkobozták. Ez a terület is a kamara igazgatása alá került.
Prezid plébániáját 1807-ben alapították, addig a čabari plébánia filiája volt. A plébánia területét három oldalról Szlovénia, a negyedik oldalról a čabari Szent Antal plébánia területe határolja. Legnagyobb települése Prezid nevét valószínűleg a közeli római limesről  kapta (pre + zid, azaz a fal előtt). A fiume-zenggi püspökség sematizmusában olvasható, hogy anyakönyveit 1725-től vezetik és ekkor szerepel a település írásban ezen a néven először. Addig  "Altbabenfeld" vagy "Staro Babno Polje" néven említették.
A történeti  adatok alapján a 18. században itt nyílt meg čabari térség első egyházi iskolája. 1777-ben az iskolának tíz diákja volt és az oktatás csak a téli hónapokban magánházakban nagyon szerény körülmények között folyt. Az első iskolaépületet 1858-ban Antun Žagar plébános építtette. 1879-ben megvásárolták a régi vámhivatal épületét, mely a mai orvosi rendelő helyén állt. Az iskola új épülete 1968-ban épült fel. A régi iskolaépületet 1977-ben bontották le és a helyére épült fel az orvosi rendelő. Az új iskola a település központjában a Szent Vid templomtól nyugatra áll és az 1990-es évek óta Zrínyi Péter nevét viseli.
A település 1809 és 1813 között a napóleoni Francia Császárság Illír provinciájának része volt. Az első fűrészüzem az 1830-as években létesült a településen, tulajdonosa a ljubljanai Antun Velosta volt. Később a Vilhar család vásárolta meg. 1847-től itt működött az ország egyik első gőzfűrész üzeme. . A faipar fejlődésére 1857-ben a Ljubljana-Trsat vasútvonal megépítése különösen kedvezően hatott. A település önkéntes tűzoltó egylete 1886 január 21-én alakult meg. A községi hivatalt 1888-ban alapították.
A településnek 1857-ben 97, 1910-ben 86 lakosa volt. A trianoni békeszerződésig Modrus-Fiume vármegye Čabari járásához tartozott. 1912-ben Milanov Vrh településen tanfolyamot indítottak írni és olvasni nem tudó fűrésztelepi és erdei munkások számára. Később a fűrésztelep a gőzüzemről elektromos áramra állt át. 
2011-ben 4 lakosa volt.

## Lakosság
| Lakosság változása | Lakosság változása | Lakosság változása | Lakosság változása | Lakosság változása | Lakosság változása | Lakosság változása | Lakosság változása | Lakosság változása | Lakosság változása | Lakosság változása | Lakosság változása | Lakosság változása | Lakosság változása | Lakosság változása | Lakosság változása |
| ------------------ | ------------------ | ------------------ | ------------------ | ------------------ | ------------------ | ------------------ | ------------------ | ------------------ | ------------------ | ------------------ | ------------------ | ------------------ | ------------------ | ------------------ | ------------------ |
| 1857               | 1869               | 1880               | 1890               | 1900               | 1910               | 1921               | 1931               | 1948               | 1953               | 1961               | 1971               | 1981               | 1991               | 2001               | 2011               |
| 1017               | 1207               | 1083               | 1186               | 1143               | 1210               | 931                | 1024               | 977                | 917                | 927                | 963                | 1000               | 1021               | 877                | 755                |

## Nevezetességei
- Szent Vid tiszteletére szentelt plébániatemplomát[7] 1874-ben építették, előtte egy kis kápolna állt a helyén neoromán-neogótikus stílusban. Építéséhez a legnagyobb támogatást kegyurától a Paravić grófi családtól kapta, de nagyobb összegekkel járultak hozzá a környék nagybirtokosai a Ghyczy és Vilhar családok is. Az első szentmisét Antun Žagar plébános celebrálta benne nyolc nappal halála előtt. Az új főoltár képét Irene Vilhar ajándékát a trsati Fani Damecker festette, míg a keresztút 1894-ben készült el. Az 1980-as években a régi barokk oltárt újra cserélték.[4]
- Védett épület a Žagar-ház,[8] mely két, összekapcsolt épületből áll, amelyek így hatalmas "L" alaprajzot alkotnak. A nagyobb épület kőből és fából épült, téglalap alaprajzzal, kontytetővel. A főhomlokzat a domináns kőportállal az utca felé néz. A ház 1849-ben épült. Mindhárom szinten (földszint, első emelet és tetőtér) hagyományos háromrészes térosztás található. Az épület hátsó részéhez egy hosszúkás, téglalap alakú épület épült. Jellegzetességei alapján a hegyvidéki polgári kereskedőházak kiemelkedő példája.
- Ugyancsak védett épület a falu központjában található Vesel-ház,[9] melynek a hosszabbik oldala az utcára néz. Kőből és fából épült, négyszögletes alaprajzú, zsindelyes borítású nyeregtetővel. A ház 1858-ban épült. Építési jellemzői szerint minőségi példája egy tipikus a 17. és 19. század között épített horvát hegyvidéki háznak.
- A régi római limes falmaradványai a település határában.
- A Tomiszlav király téren álló emlékkút.
- Ščitomir Vilhar mellszobra Kovač Damjan alkotása.